# Wadley (Alabama)
 Wadley, Alabama és una població dels Estats Units a l'estat d'Alabama. Segons el cens del 2000 tenia 640 habitants.

## Demografia
Segons el cens del 2000, Wadley tenia 640 habitants, 228 habitatges, i 149 famílies La densitat de població era de 179,1 habitants/km².
Dels 228 habitatges en un 33,3% hi vivien nens de menys de 18 anys, en un 37,3% hi vivien parelles casades, en un 24,1% dones solteres, i en un 34,6% no eren unitats familiars. En el 32,5% dels habitatges hi vivien persones soles el 14% de les quals corresponia a persones de 65 anys o més que vivien soles. El nombre mitjà de persones vivint en cada habitatge era de 2,28 i el nombre mitjà de persones que vivien en cada família era de 2,91.
Per edats la població es repartia de la següent manera: un 24,1% tenia menys de 18 anys, un 25% entre 18 i 24, un 23,4% entre 25 i 44, un 14,5% de 45 a 60 i un 13% 65 anys o més.
L'edat mediana era de 27 anys. Per cada 100 dones hi havia 81,8 homes. Per cada 100 dones de 18 o més anys hi havia 80 homes.
La renda mediana per habitatge era de 17.500 $ i la renda mediana per família de 24.219 $. Els homes tenien una renda mediana de 26.563 $ mentre que les dones 18.750 $. La renda per capita de la població era de 9.076 $. Aproximadament el 29,4% de les famílies i el 30,9% de la població estaven per davall del llindar de pobresa.

## Poblacions properes
El següent diagrama mostra les poblacions més properes.